# Проливы, используемые для международного судоходства
Проливы, используемые для международного судоходства — это морские проливы, в которых международными конвенциями предусматривается особый международно-правовой режим прохода судов. Ранее традиционно употребляемое в доктрине название проливов, используемых для международного судоходства, — международные проливы.
Конвенция ООН по морскому праву 1982 г. предусматривает, что на проливы, соединяющие части открытого моря или исключительной экономической зоны и частично или полностью перекрываемые территориальным морем прибрежных государств, распространяется право транзитного прохода, которым пользуются все суда, включая военные корабли, и летательные аппараты (ст. 38 Конвенции).
При осуществлении права транзитного прохода суда и летательные аппараты без промедления должны следовать через пролив или над ним, воздерживаться от угрозы силой или её применения против граничащих с проливом государств и, кроме того, от любой деятельности, непосредственно не связанной с обычным порядком непрерывного и быстрого транзита через пролив или над ним.
Суда также обязаны соблюдать общепринятые международные правила, относящиеся к безопасности мореплавания и предотвращению загрязнения с судов, а летательные аппараты обязаны соблюдать применимые правила полетов Международной организации гражданской авиации (ИКАО) (ст. 39 Конвенции). Государства, граничащие с проливами, не должны препятствовать транзитному проходу или приостанавливать его. Примеры таких проливов: Па-де-Кале, Ормузский пролив, Гибралтарский пролив.
Согласно Конвенции, в проливах, соединяющих части открытого моря или исключительной экономической зоны с территориальным морем (пролив Хуан-де-Фука), а также в проливах, образованных островом и континентальной частью, когда в сторону моря от острова имеется столь же удобный судоходный путь (Мессинский пролив), действует режим мирного прохода через территориальное море. Приостановление мирного прохода судов, включая военные корабли, через такие проливы не допускается.
Положения Конвенции по морскому праву не распространяются на проливы, режим которых полностью или частично урегулирован давно существующими и действующими международными конвенциями (ст. 35 (с) Конвенции ООН по морскому праву). Примером таких проливов являются Черноморские проливы, режим которых регулируется Конвенцией Монтрё, а также Балтийские проливы.